# أليش هروسكا
أليش هروسكا (بالتشيكية: Aleš Hruška) هو لاعب كرة قدم تشيكي في مركز حراسة المرمى، ولد في 23 نوفمبر 1985 في Městec Králové ‏ في جمهورية التشيك. شارك مع منتخب التشيك تحت 17 سنة لكرة القدم. أما مع النوادي، فقد لعب مع سبارتا براغ وفيكتوريا زيزكوف.

## وصلات خارجية
- أليش هروسكا على موقع الاتحاد الأوربي (الإنجليزية)
- أليش هروسكا على موقع الاتحاد التشيكي (الإنجليزية)
- أليش هروسكا على موقع قاعدة بيانات كرة القدم.إي يو (الإنجليزية)
- أليش هروسكا على موقع Soccerway.com (الإنجليزية)
- أليش هروسكا على موقع عالم كرة القدم.نت (الإنجليزية)